# Sophronica suturalis
Sophronica suturalis är en skalbaggsart som beskrevs av Aurivillius 1925. Sophronica suturalis ingår i släktet Sophronica och familjen långhorningar.
Artens utbredningsområde är Zimbabwe. Inga underarter finns listade i Catalogue of Life.